# Eugeniusz Misiło
Eugeniusz Misiło (ukr. Євген Місило) (ur. 5 grudnia 1954 w Miłkowie) – historyk, dyrektor prywatnego centrum dokumentacji tzw. Fundacji Archiwum Ukraińskiego (ukr. “Український архів”) w Warszawie, były pracownik Polskiej Akademii Nauk, współpracownik Naukowego Towarzystwa im. Szewczenki w Nowym Jorku i we Lwowie oraz ukraińskiej gazety wydawanej w Polsce pt. „Nasze Słowo” (“Наше слово”). Jako archiwista i historyk prowadzi samodzielne badania oraz zbiera informacje o zbrodniach popełnionych przez Polaków na ludności ukraińskiej.

## Życiorys
Urodził się 5 grudnia 1954 roku w Miłkowie. Jego rodzice Roman i Olga pochodzący z okolic Sieniawy, zostali tu osiedleni w 1947 roku podczas akcji „Wisła”. W 1969 roku ukończył szkołę podstawową w Lechowie, w 1973 roku Liceum Ogólnokształcące w Ornecie. W latach 1973–1977 studiował historię na wydziale humanistycznym Wyższej Szkoły Pedagogicznej w Olsztynie.
Podczas studiów był współtwórcą niezależnego ukraińskiego ruchu młodzieżowego. W maju 1981 roku był jednym z sygnatariuszy Zrzeszenia Studentów Ukraińskich w Polsce, które nie zostało przez władze Polski zarejestrowane. Następnie w 1981 roku był sygnatariuszem Ogólnopolskiego Komitetu Koordynacyjnego Ukraińskich Organizacji Studenckich, Komisji Porozumiewawczej Komitetów Założycielskich Białoruskiego, Litewskiego i Ukraińskiego Zrzeszenia Studentów w Polsce, a w 1984 roku Ogólnopolskiej Rady Kultury Studentów Mniejszości Narodowych w Warszawie.
W latach 1977–1980 był nauczycielem historii w liceum ogólnokształcącym i komendantem Ochotniczego Hufca Pracy. W latach 1980–1982 był asystentem w Instytucie Nauk Społecznych Akademii Rolniczo-Technicznej w Olsztynie. W 1982 roku odbył półroczny staż naukowy w Instytucie Badań Literackich Polskiej Akademii Nauk. W latach 1982–1983 był asystentem w Szkole Głównej Gospodarstwa Wiejskiego.
W latach 1983–1993 pracował w Pracowni Historii Czasopiśmiennictwa Polskiego XIX i XX wieku IBL PAN, gdzie pod kierunkiem prof. Jerzego Myślińskiego prowadził badania nad prasą ukraińską w II RP i Zachodnioukraińskiej Republiki Ludowej. Równocześnie w tym czasie wchodził w skład zespołu historycznego ds. mniejszości narodowych, pod kierownictwem prof. Franciszka Ryszki i Jerzego Tomaszewskiego z Uniwersytetu Warszawskiego, gdzie prowadził badania nad kwestią ukraińską. Nawiązał współpracę z historykami z Ukrainy i dokonał zmikrofilmowania zasobów Archiwum Naukowego Towarzystwa im. Szewczenki we Lwowie, znajdujących się w dziale rękopisów Biblioteki Narodowej. W 1990 roku zorganizował Archiwum Ukraińskie. W 1993 roku został zwolniony z IBL PAN. W 1994 roku zarejestrował oficynę wydawniczą UKAR, w której wydawał publikacje historyczne i literaturę ukraińską.
W latach 2000–2002 wraz z Ośrodkiem Karta brał udział w realizacji projektu badawczego „Ofiary konfliktu polsko-ukraińskiego w latach 40. XX wieku”, w którym opracowano bazę z nazwiskami ok. 22 tys. Polaków i 3 tys. Ukraińców zamordowanych na Wołyniu, Galicji Wschodniej i Zakerzoniu. Projekt ten upadł z powodu braku środków finansowych.
W 2002 roku został reprezentantem Archiwum Ukraińskiego w Radzie Archiwów Społecznych przy Naczelnej Dyrekcji Archiwów Państwowych. W 2014 roku na Uniwersytecie Warmińsko-Mazurskim uzyskał doktorat na podstawie pracy Akcja „Wisła” – geneza, przebieg i następstwa.

## Publikacje
Jest autorem i współautorem kilkunastu książek oraz kilkudziesięciu artykułów z zakresu historii ukraińskiej mniejszości narodowej w Polsce:
- Ukraińcy wobec „Solidarności”, Warszawa 1985.
- Bibliografia prasy ukraińskiej Drugiej Rzeczypospolitej (1918-1939) i Zachodnioukraińskiej Republiki Ludowej, Edmonton 1991.
- UPA w switli polśkych dokumentiw. Knyha persza: Wijśkowyj sud Operatywnoji hrupy „Wisła”, Toronto 1992.
- Akcja „Wisła”. Dokumenty, Warszawa 1993.
- Akcija „Wisła”. Dokumenty, New York-Lviv 1997.
- Powstańczi mohyły. Propamjatna knyha wpawszych na poli sławy wojakiw Ukraińśkoji Powstańśkoji Armiji-Zachid VI Wojennoji Okruhy „Sjan” Taktycznych Widtynkiw „Łemko”, „Bastion”, „Danyliw” (1944-1946), Warszawa-Toronto 1995.
- Repatriacja czy deportacja. Przesiedlenie Ukraińców z Polski do USRR 1944-1946. Tom 1: Dokumenty 1944-1946, Warszawa 1999 ISBN 978-83-86112-00-5.
- Repatriacja czy deportacja. Przesiedlenie Ukraińców z Polski do USRR 1944-1946. Tom 2: Dokumenty 1946, Warszawa 1999.
- Repatriacija czy deportacija. Peresełennia Ukraińcziw z Polszczi w USRR 1944-1946, Lviv 2002.
- Pawłokoma 3 III 1945 r., Warszawa 2006 ISBN 978-83-60309-02-5.
- Darowano żyttia, szczob prawdu rozkazaty. Pawłokoma 3 III 1945 r., Warszawa 2006.
- Akcja „Wisła” 1947. Dokumenty i materiały, Warszawa 2014.
- Obóz „Jaworzno”. Zbrodnia nieukarana, Jesionowo 2022 ISBN 978-83-935429-2-5.

## Odznaczenia
- Narodowa Nagroda im. Tarasa Szewczenki (2007)[potrzebny przypis].